# Custon Conservation Park
Custon Conservation Park är en park i Australien. Den ligger i delstaten South Australia, omkring 270 kilometer sydost om delstatshuvudstaden Adelaide.
Trakten runt Custon Conservation Park är nära nog obefolkad, med mindre än två invånare per kvadratkilometer.. Närmaste större samhälle är Serviceton, nära Custon Conservation Park.
Trakten runt Custon Conservation Park består till största delen av jordbruksmark. Genomsnittlig årsnederbörd är 518 millimeter. Den regnigaste månaden är juni, med i genomsnitt 90 mm nederbörd, och den torraste är december, med 9 mm nederbörd.